# Demansia cyanochasma
Demansia cyanochasma — вид отруйних змій з родини аспідових (Elapidae). Описаний у 2023 році. Ендемік Австралії. Отрута змії слабка і не смертельний для людини.

## Поширення
Вид поширений у пустельних центральних регіонах Австралії від регіону Голдфілдс–Есперанс (Західна Австралія) до південно-західної частини Квінсленду.

## Опис
D. cyanochasma — струнка змія, із загальною довжиною тіла (включно з хвостом) 70–90 см (28–35 дюймів). Має порівняно невелику голову та короткі ікла. На відміну від інших видів змій роду Demansia, цей вид виділяється блакитно-сірим тілом з мідною головою та хвостом. Крім того, він демонструє менше чорного кольору на своїй спинній лусці порівняно з його найближчими родичами.

## Отруйність
Хоча інформація про отруту D. cyanochasma обмежена, схоже, що вона, як і в її родичів, спричиняє біль, а не становить значної загрози для людини. Це пояснюється невеликою кількістю виробленої отрути та еволюцією токсинів, орієнтованих на рептилій, а не на ссавців.